# Lička Plješivica
Lička Plješivica je planina u Hrvatskoj, a jedan manji dio nalazi se na granici s Bosnom i Hercegovinom. Pruža se u smjeru sjeverozapad-jugoistok od Plitvičkih jezera do Zrmanje i dijeli Liku od Pounja. Lička Plješivica pripada dinarskom sustavu. Većina njezine površine pokrivena je gustom šumom.
Najznačajniji vrhovi Ličke Plješivice nalaze se na početku i kraju planinskog lanca:
- Ozeblin, 1657 m
- Gola Plješivica, 1646 m
- Kremen, 1591 m

U 16. st. za Ličku Plješivicu upotrebljavao se naziv Vražji vrt. U vrijeme turskih ratova odigrala je važnu ulogu kao prirodna prepreka, a hrvatski vojnici služili su se njenim usjecima i vrhovima za sprječavanje osmanlijskog prodora na slobodan hrvatski prostor.

## Vanjske poveznice
|  | Zajednički poslužitelj ima još gradiva o temi Lička Plješivica |

- Lička Plješivica na stranicama Hrvatskog planinarskog saveza